# ییلدیزکوی (آماسیه)
ییلدیزکوی (به ترکی استانبولی: Yıldızköy) یک منطقهٔ مسکونی در ترکیه است که در آماسیه واقع شده‌است.